# Cichlasoma bartoni
The mojarra caracolera (Cichlasoma bartoni) là một loài cá thuộc họ Cichlidae. Nó là loài đặc hữu của México.